# 시조 천황
시조 천황(일본어: 四条天皇 시조텐노[*], 1231년 3월 17일 ~ 1242년 2월 10일)는 일본의 87대 천황이다. 재위 기간은 1232년 10월 26일 ~ 1242년 2월 10일이다. 휘는 미쓰히토(秀仁)이다.
고호리카와 천황의 첫째 황자이며, 어머니는 구조 미치이에의 딸 구조 손시이다. 뇨고는 구조 겐시이며, 자녀는 없다.

## 약력
간키(寬喜) 3년(1231년) 2월 12일에 이치조(一條) 무로마치저(室町邸)에서 태어났고, 4월 11일에 친왕선하되었다가 10월 28일에는 고호리카와 천황의 황태자로 책봉되었다. 조에이(貞永) 원년(1232년) 10월 4일에 고호리카와 천황이 양위함에 따라 2세의 나이로 즉위하였다(즉위식은 12월 5일에 거행되었다). 닌지(仁治) 2년(1241년) 1월 5일에 원복(元服)을 치르고 12월 13일에 후지와라노 히코코(藤原彦子)를 뇨고(女御)로 맞이하였으나, 이듬해인 닌지 3년(1242년) 1월 9일에 뜻하지 않은 사고로 사망하였다. 향년 12세였다. 그 달 19일에 시조인(四條院)이라는 칭호가 추증되었다.
천황은 어린 나이로 즉위하여 초기에는 아버지 고호리카와 상황이 인세이를 행했으나, 2년 뒤 상황의 붕어로 외할아버지인 구조 미치이에와 국구(國舅) 사이온지 기미쓰네(西園寺公經)가 사실상의 정무를 행하였다. 혜성의 출몰이 원인이 된 것으로 알려진 병을 얻었다가 빗츄(備中) 국 호후쿠사(寶福寺)의 둔암혜치(鈍菴慧聡)의 기도로 쾌유한 것을 계기로 호후쿠사를 칙원사(勅願寺)로 삼아 승격시켰다.
붕어에 대해서는, 어린 천황이 궁중 사람이나 궁녀들을 넘어뜨리는 장난을 치려고 궁궐 복도에 활석을 깔았는데, 잘못하여 자신이 넘어지는 바람에 그것이 직접적인 원인이 되었다고 한다. 갑작스런 붕어를 불가사의하게 생각하는 사람이 적지 않았던 듯 항간에서는 고토바 상황의 원령 혹은 지엔(慈円)의 저주 때문이라는 소문이 돌기도 했다.(사인을 뇌좌상으로 억설한 것도 있다.)
사후 지금의 교토부 히가시야마구에 위치한 쓰키노와 능(月輪陵)에 안장되었다. 시조 천황은 황자나 황녀를 두지 못하고 붕어하는 바람에, 모리사다 친왕(고다카쿠라인)의 혈통은 끊어지고 말았다.
원래 이 계통은 죠큐 3년(1221년)에 있었던 조큐의 난에서 막부에 패한 고토바 상황의 혈통 이외의 사람에게 황위를 잇게 한다는 가마쿠라 막부의 방침 아래 당시 10세에 불과했던 고호리카와 천황의 즉위에서 시작되었지만, 친아버지 모리사다 친왕이나 천황의 두 친형도 이미 승려로 출가한 뒤였던 데다 즉위 2년 뒤에는 모리사다 친왕마저 죽으면서 나이 어린 천황만이 남겨진 '황통 단절'의 위기에까지 이르렀다. 이 상태는 고호리카와 천황이 시조 천황이 될 황자를 얻으면서 일시적으로 해소되는 듯 보였지만, 황자를 더 두지 못한 채 고호리카와 상황이 23세에 붕어하고 또다시 당시 4세이었던 시조 천황만이 남겨지는 상황이 되었다. 때문에, 구게 사회에는 '황통 단절'의 위구심이 늘 따라다녔고, 구게들 가운데는 시조 천황 생전보다 그 붕어의 꿈을 꾸는 사람이 있었다고 한다.
시조 천황이 붕어하면서, 가마쿠라 막부는 새로운 천황을 선택하지 않을 수 없게 되었다. 구조 미치이에 등의 구교들이 추천하는 준토쿠 천황의 황자 다다나리왕(忠成王, 주쿄 천황의 이복 동생)을 물리치고 싯켄 호조 야스토키는 쓰치미카도 천황의 황자 구니히토왕(邦仁王, 고사가 천황)을 즉위시켰는데, 이때까지의 11일 동안 천황의 자리는 공석이었고 조정 중신들은 이를 크게 한탄했다고 한다. 천황 자리가 비는 공석 사태란 과거 진고게이운 4년(770년) 쇼토쿠 천황이 죽고 고닌 천황이 즉위하기까지 55일간 천황 자리가 공석이었던 이래 472년만의 일이었던 것이다. 이후 쇼쵸 원년(1428년) 쇼코 천황의 붕어에서 고하나조노 천황의 즉위 사이에 7일의 공석기간이 생기는 사태가 일어난 것은 이로부터 186년 뒤의 일이다(북조를 제외하면).

## 같이 보기
- 일본 천황